# لیوا
لیوا گونه‌ای از موسیقی بومی ناحیه جنوب ایران به‌ویژه هرمزگان و بوشهر است که نوعی از اجرای موسیقی محلی بندری بوده که از موسیقی عربی و آفریقایی به ویژه کرانه‌های زنگبار متأثر شده و به این دیار آمده‌است. در این نوع اجرای موسیقی از دهل‌های بزرگ و کوچک همچون پیپه، جفه، پونکه و تویری استفاده می‌شود. این نوع موسیقی بیشتر در مراسم شادی و سرور اجرا شده و با آن رقص فردی و جمعی با ضرب آهنگ‌های خاص اجرا می‌گردد.
لیوا را می‌توان یکی از قدیمی‌ترین انواع موسیقی در هرمزگان نامید. لیوا در اصل نام یک نوع دهل بود که به همراه ساز (مزمار) و انواع دهل‌های دیگر نواخته می‌شد. بعدها مجموعه این مراسم، که به نوعی شادمانی و پایکوبی پس از اجرای مراسم زار است به‌نام لیوا معروف شد.

## جستارهای مرتبط
- سبالو
- یزله